# Adam Rucki
Adam Rucki (8. ledna 1951 Bukovec u Jablunkova – 12. prosince 2020 Český Těšín) byl český římskokatolický kněz, biskupský vikář pro péči o duchovní povolání v ostravsko-opavské diecézi, exercitátor, papežský kaplan a spirituál kněží.

## Život
Mons. Rucki se pro kněžství rozhodl v pěti letech. Po maturitě na polském gymnáziu v Českém Těšíně v roce 1969 vstoupil do olomouckého kněžského semináře a 30. června 1974 přijal v Českém Těšíně kněžské svěcení pro apoštolskou administraturu českotěšínskou. Poté působil jako kaplan nejprve v Havířově-Bludovicích, v letech 1976 až 1977 ve Frýdku-Místku a posléze 7 let v Třinci. Od roku 1978 byl současně administrátorem excurrendo ve Stříteži. V roce 1984 byl zatčen za organizování nepovolených biblických čtení pro mládež v soukromých bytech, držen ve vazbě v Ostravě a nakonec odsouzen k šestiměsíčnímu trestu odnětí svobody za trestný čin maření dozoru nad církvemi a náboženskými společnostmi; kromě toho mu byl na rok a půl odňat státní souhlas k výkonu duchovenské činnosti.
Po propuštění pracoval krátce jako dělník v Jablunkově. V roce 1985 byl ustanoven farním vikářem ve Valašských Kloboukách a od 1. srpna 1989 se stal farářem v Napajedlích, odkud spravoval excurrendo také farnost Spytihněv a do roku 1990 i farnosti Pohořelice a Lhota u Malenovic. Od roku 1993 byl rovněž děkanem zlínského děkanátu. Roku 1995 odešel do Olomouce, kde působil jako spirituál Arcibiskupského kněžského semináře až do svého jmenování biskupským vikářem pro péči o duchovní povolání v ostravsko-opavské diecézi v roce 2005. Bydlel na faře v Ostravě-Mariánských Horách. Dne 12. ledna 2012 jej papež Benedikt XVI. jmenoval kaplanem Jeho Svatosti.
Zemřel 12. prosince 2020 ve věku 69 let na plicní embolii, na faře v Českém Těšíně. Byl pochován 19. prosince 2020 do kněžského hrobu v rodném Bukovci.